# Pseudomyrmex caeciliae
Pseudomyrmex caeciliae är en myrart som först beskrevs av Auguste-Henri Forel 1913.  Pseudomyrmex caeciliae ingår i släktet Pseudomyrmex och familjen myror. Inga underarter finns listade i Catalogue of Life.

## Bildgalleri

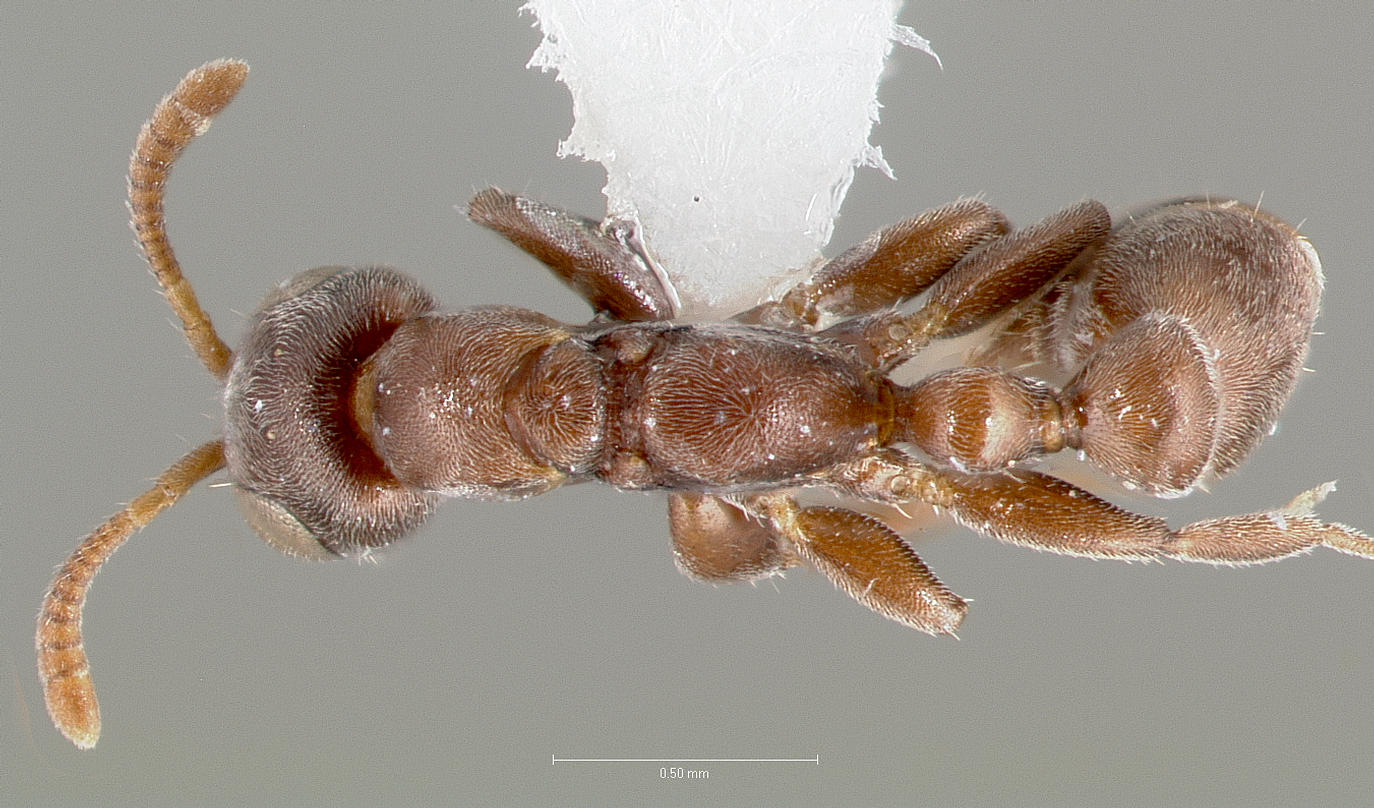
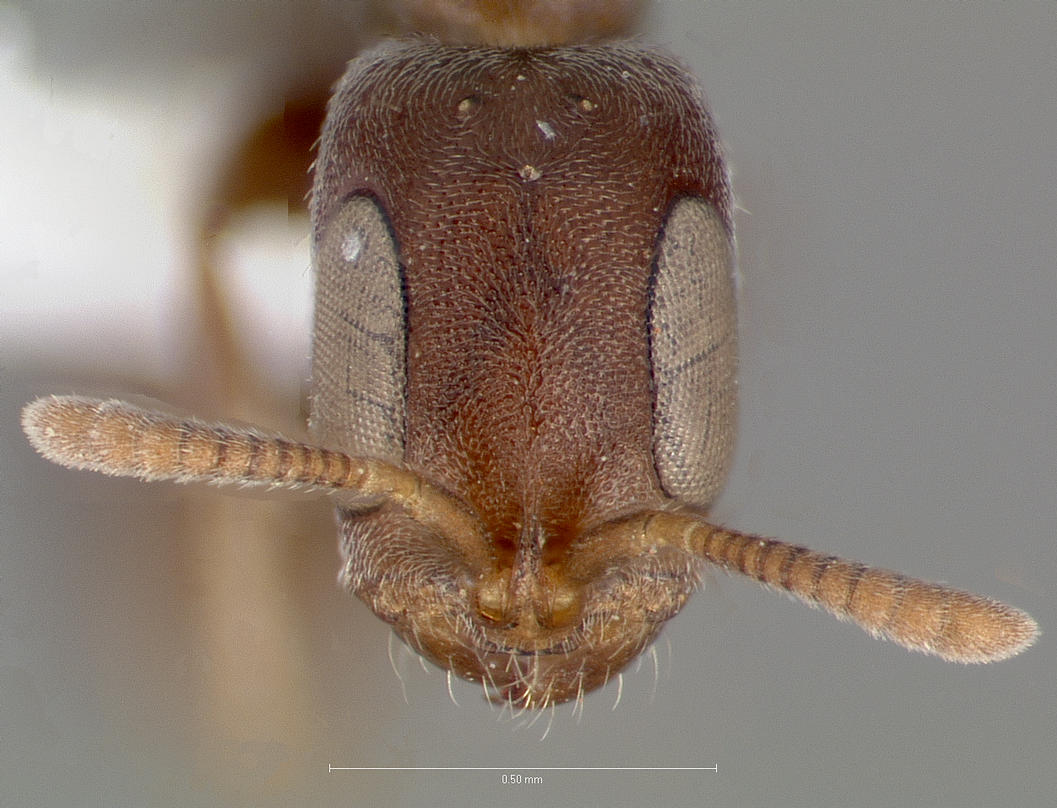
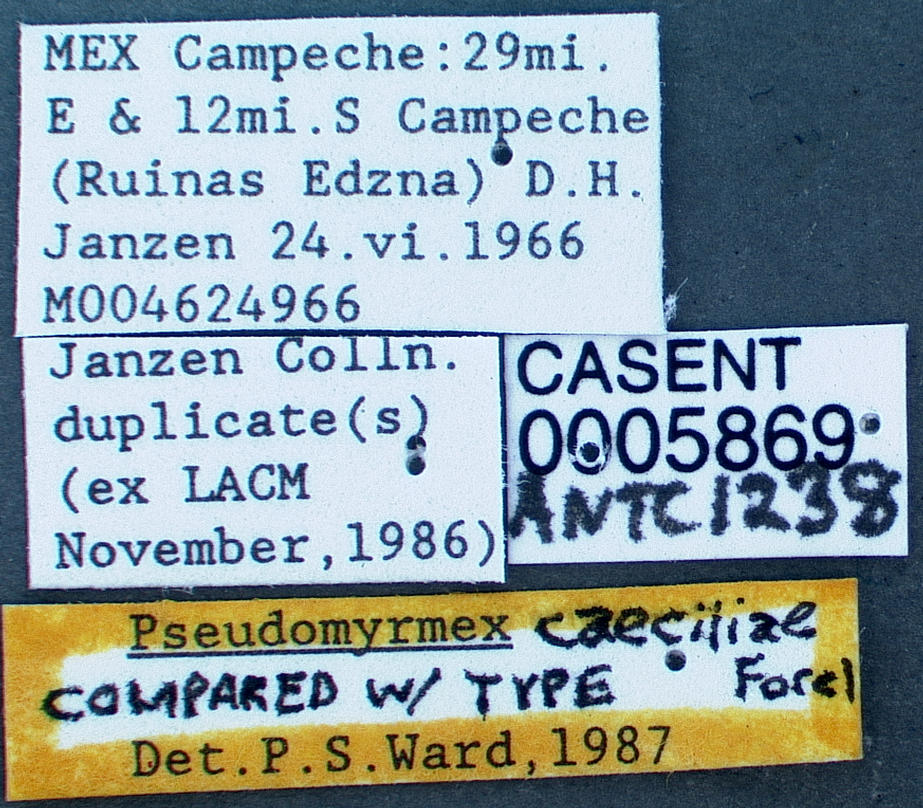
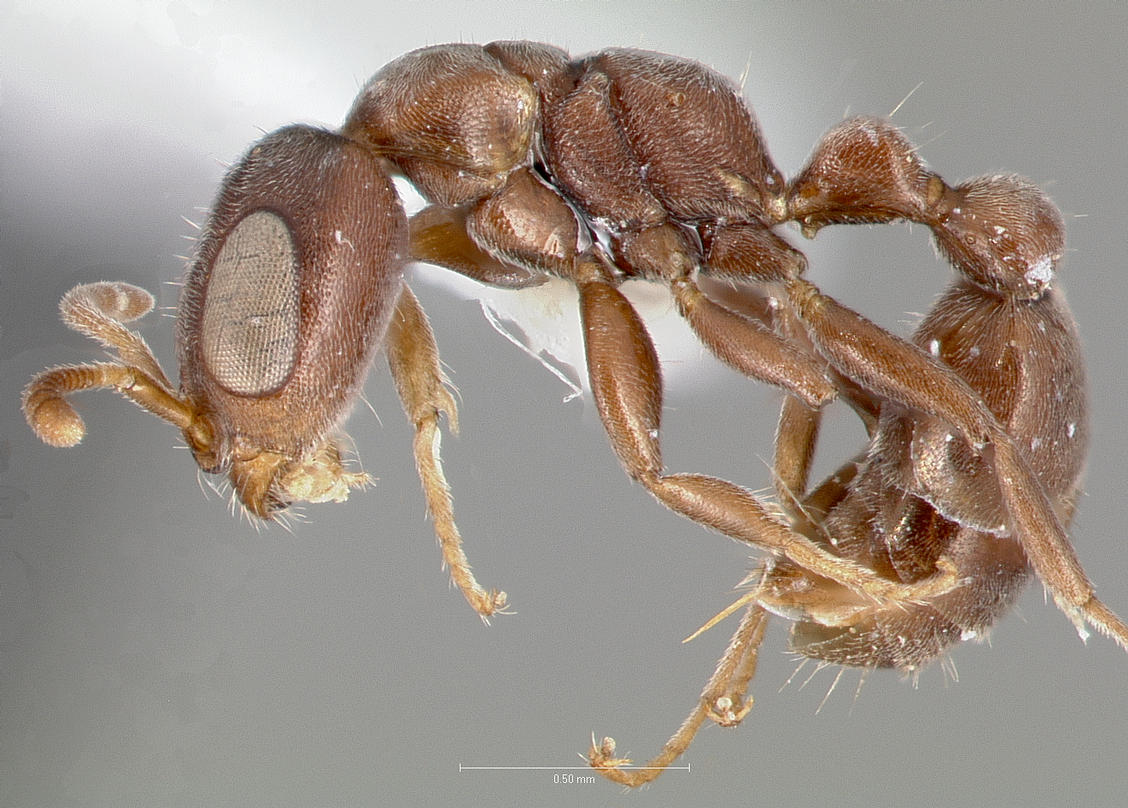
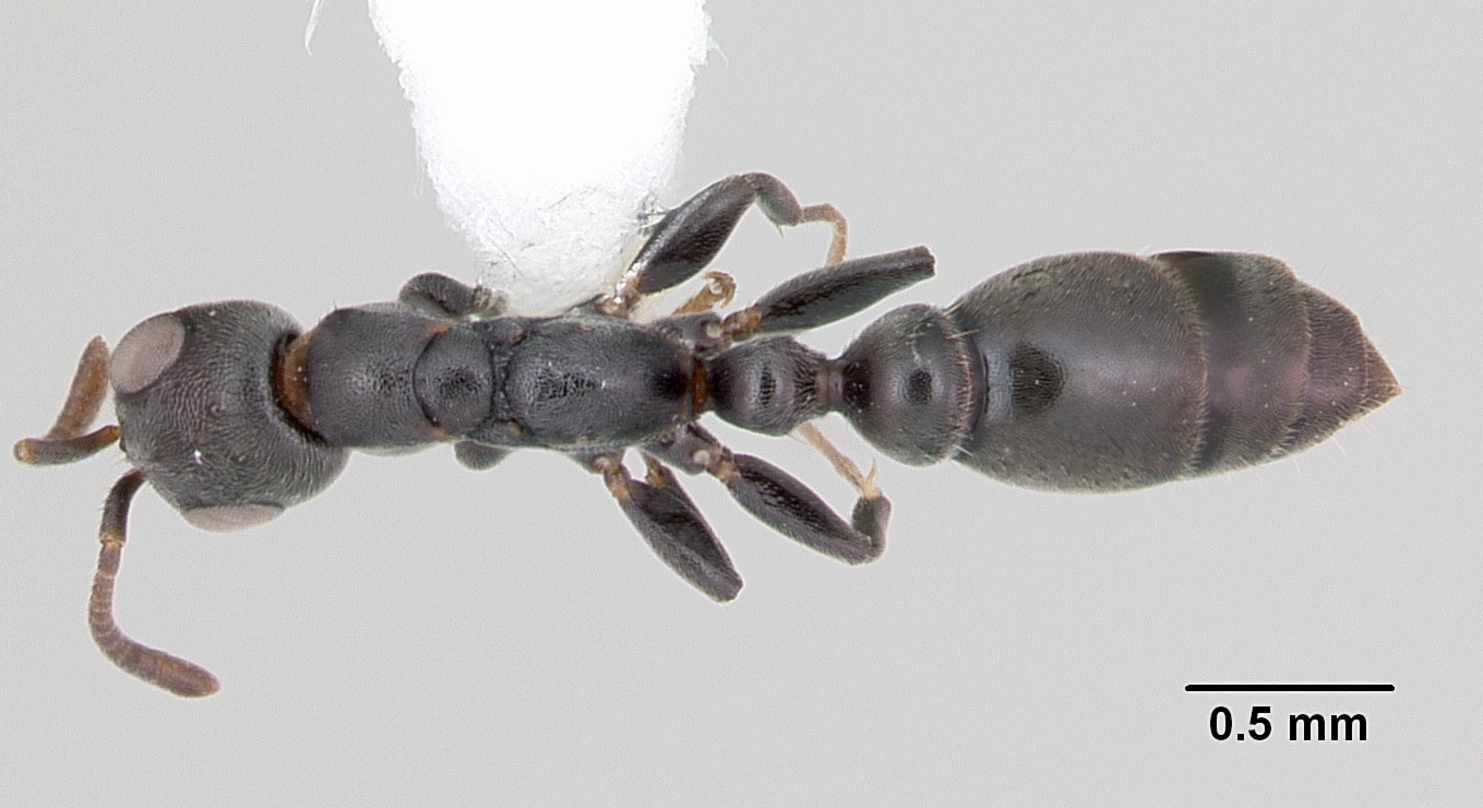
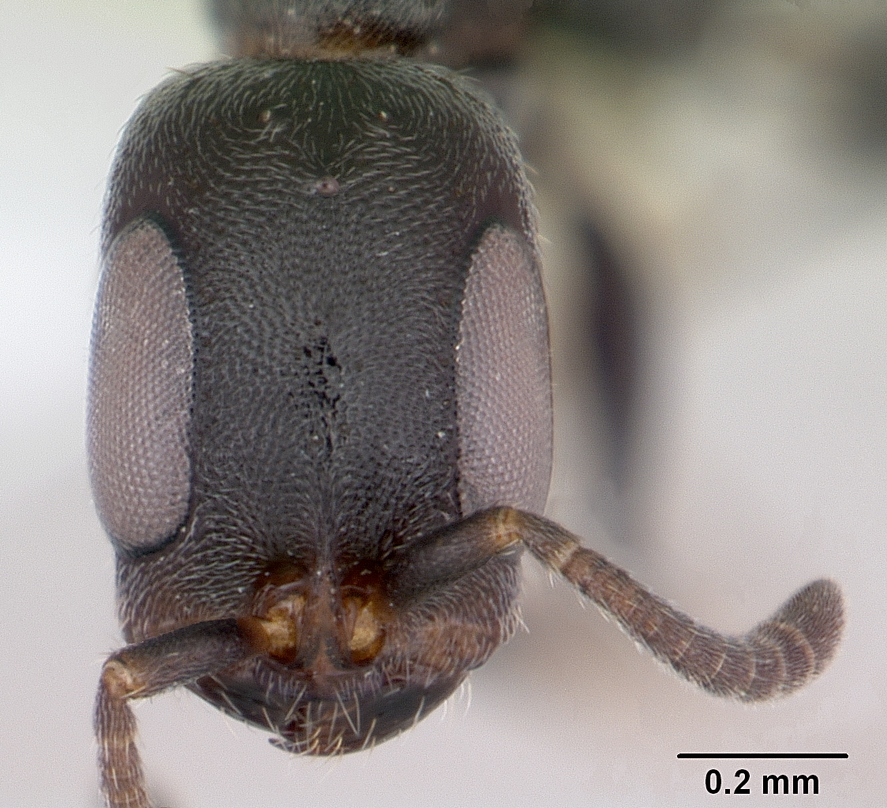